# Rick Husband
Rick Douglas Husband (Amarillo, 12 de julho de 1957 – Texas, 1 de fevereiro de 2003) foi um astronauta norte-americano, comandante do ônibus espacial Columbia, que se desintegrou na reentrada da atmosfera após a missão STS-107, matando toda a tripulação, em 1 de fevereiro de 2003.
Formado em engenharia mecânica, Husband se graduou como segundo-tenente na Força Aérea dos Estados Unidos e fez curso de treinamento em diversas aeronaves, pilotando principalmente caças McDonnell Douglas F-4 Phantom II, McDonnell Douglas F-15 Eagle e Tornado, baseado na Flórida, Geórgia e Califórnia, acumulando 3800 horas de voo em 40 tipos diferentes de aeronaves.
Entrou para a NASA em 1994 e passou um ano em treinamentos no Centro Espacial Lyndon B. Johnson, trabalhando em melhorias técnicas do ônibus espacial e participando dos estudos técnicos para o retorno à Lua e missões à Marte.
Em 1999 passou dez dias no espaço como piloto do Columbia, na missão STS-96, o primeiro acoplamento feito entre um ônibus espacial e a então nascente Estação Espacial Internacional, começando os preparativos para receber a Expedição 1, que a ocuparia no ano seguinte. Em janeiro de 2003 recebeu o comando da missão STS-107, na mesma nave, para uma segunda missão em órbita, dedicada a dezenas de experiências em microgravidade, e que terminou de forma trágica no retorno à Terra.
Após sua morte, foi condecorado postumamente com o Coração Púrpuro.